# Juan Ignacio Campos Campos
Juan Ignacio Campos Campos (Ciudad Real, 7 de novembre de 1950-Madrid, 15 de desembre de 2021) va ser un fiscal espanyol, que va exercir de tinent fiscal del Tribunal Suprem espanyol durant el 2021. Pel que fa als seus postulats va ser considerat com a un fiscal progressista i va ser cofundador de l'associació Unió Progressista de Fiscals.

## Trajectòria
Nascut el 7 de novembre de 1950 a Ciudad Real, es va llicenciar en Dret i va ingressar a la carrera fiscal a la fi de 1977. La seva primera destinació, el 1978, va ser l'Audiència Provincial de Barcelona i s'hi va mantenir fins al 1982, quan va ser destinat a Madrid. Vuit anys més tard, el 1990, va ser nomenat tinent fiscal del Tribunal Superior de Justícia de Madrid. Durant aquesta etapa, va destacar la seva intervenció a l'assassinat de Lucrecia Pérez, un dels casos de racisme de major transcendència en aquella època.
Amb prou feines, quatre anys després, el 1994, va ser triat pel fiscal general Carlos Granados per ser fiscal de la Secretaria Tècnica de la Fiscalia General de l'Estat. El 1996 va ser destinat al Tribunal Suprem espanyol i el 2005 el fiscal general Cándido Conde-Pumpido el va ascendir a la categoria de fiscal en cap de sala, continuant a la fiscalia del Tribunal Suprem.
El 2012 va ser nomenat fiscal delegat en matèria de delictes econòmics. Com a fiscal expert en delictes econòmics, va participar en algunes de les majors recerques de corrupció del país, com ara el cas Terra Mítica, el cas Gürtel, el cas Nóos, o el cas Malaya. També va participar en recerques sobre delictes fiscals de futbolistes, com per exemple, de Messi o Xabi Alonso. El 2017 el fiscal general José Manuel Maza el va confirmar com a fiscal en cap del la Sala penal del Tribunal Suprem.
El juny de 2020 va assumir la recerca i coordinació sobre els possibles delictes econòmics del rei Joan Carles I d'Espanya, que va abdicar el 2014. A la comissió rogatòria que va enviar a la justícia suïssa el va definir com a suposat comissionista internacional per tres indicis penals en matèria econòmica. Al desembre de 2020 va presentar la seva candidatura per substituir a Luis Manuel Navajas Ramos com a tinent fiscal del Tribunal Suprem. Campos va ser l'únic candidat i el Consell Fiscal va donar suport al seu nomenament a la seva reunió del 22 de desembre. El 12 de gener de 2021 el Consell de Ministres d'Espanya va ratificar la decisió del Consell Fiscal, sent nomenat oficialment.
Va morir a la tarda del 15 de desembre de 2021 al seu domicili, després d'anar a treballar, a conseqüència del càncer que patia des de feia temps. En el moment de la seva mort hi havia tres causes obertes contra el rei Joan Carles I, totes elles de la mà de la Fiscalia del Tribunal Suprem i el suport de la Fiscalia Anticorrupció. La primera sobre les comissions per la construcció de l'AVE a la Meca, la segona sobre l'ús irregular de targetes opaques i la tercera sobre irregularitats fiscals.